# L'Épisode de Butters
L'Épisode de Butters (Butters' Very Own Episode en version originale) est le quatorzième et dernier épisode de la cinquième saison de la série animée South Park, ainsi que le 79e épisode de l'émission.

## Résumé
Butters découvre que son père fréquente les saunas et cinémas homosexuels et le dit à sa mère sans comprendre la situation. Celle-ci sombre alors dans la folie et décide de se suicider en emportant son enfant dans la mort. Elle tente de noyer son fils dans sa voiture, en le laissant partir à la dérive d'un fleuve, mais Butters survit. Ses parents le croyant mort, accusent un homme de type, de taille et de physique "porto-ricain" de l'avoir enlevé. O. J. Simpson, Gary Condit et John & Patsy Ramsey arrivent à South Park pour essayer, eux aussi, de faire en sorte que la police arrête l'homme "porto-ricain" qui aurait tué un de leurs proches. Butters essayant à tout prix de rentrer chez lui, s'inquiète, car croyant que sa mère ne l'a pas vu partir à la dérive, il pense que ses parents doivent être morts de trouille. Finalement rentré chez lui, Butters dit à ses parents, qui veulent couvrir leurs mensonges par d'autres mensonges, que mentir n'est jamais bien et que lorsque l'on commence à couvrir ses mensonges par d'autres, on ne pourra pas mentir éternellement. Ses parents avouent alors à toute la ville qu'il n'y a jamais eu d'homme de type "porto-ricain" et s'excusent.

## Caricatures
Dans cet épisode, plusieurs personnalités ont été caricaturées car un de leurs proches aurait été assassiné et l'épisode exagère cela en disant que ces personnes se seraient défendues en accusant un homme de type "porto-ricain". 
- O. J. Simpson
- Gary Condit
- John & Patsy Ramsey